# 크로아티아-헝가리 타협

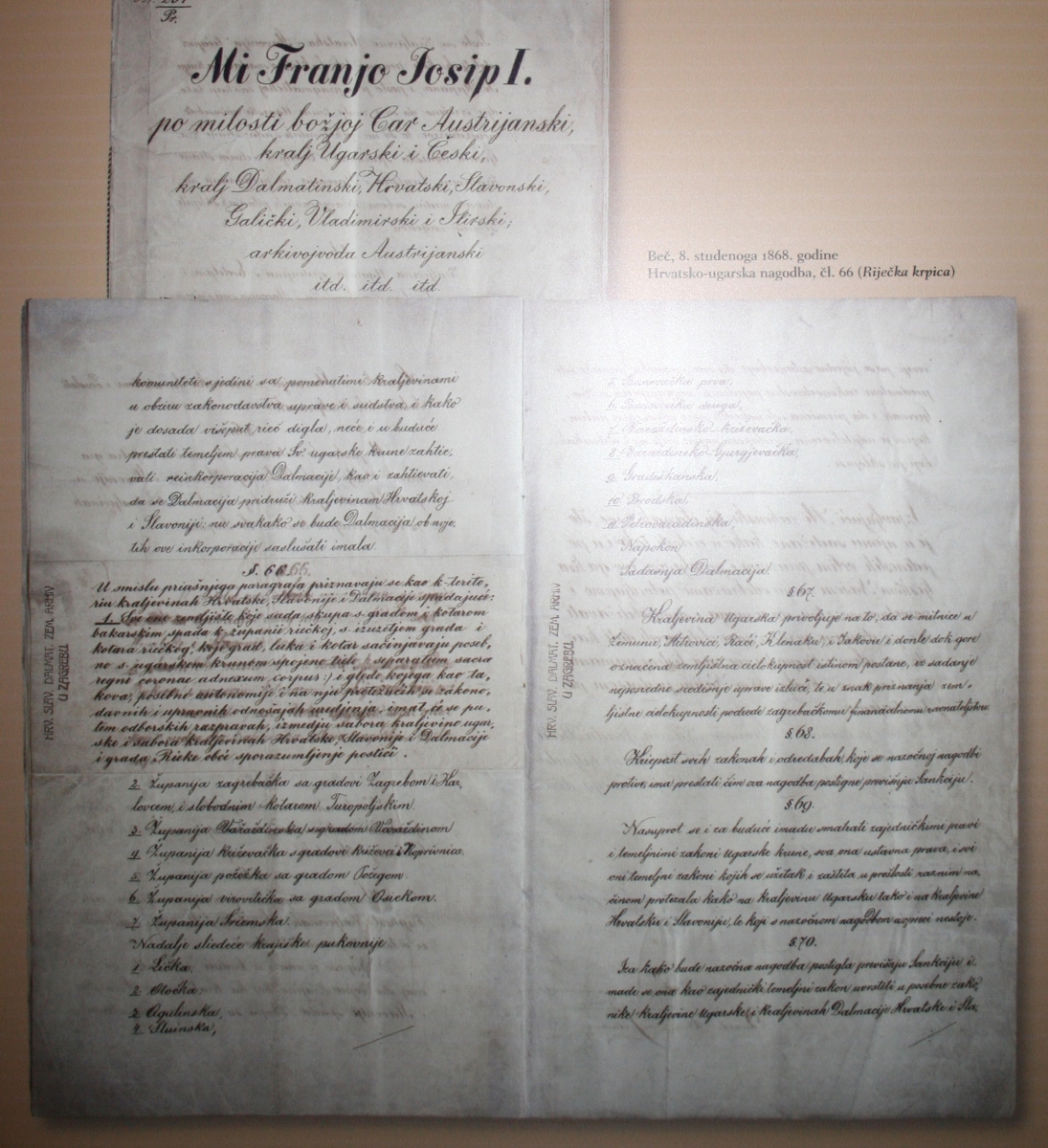
크로아티아-헝가리 타협 문서

크로아티아-헝가리 타협(크로아티아어: Hrvatsko-ugarska nagodba, 헝가리어: Horvát–magyar kiegyezés, 독일어: Kroatisch-Ungarischer Ausgleich)은 1868년 오스트리아-헝가리 제국의 지배를 받고 있던 헝가리와 크로아티아 사이에 체결된 협정이다. 1868년 9월 24일에 비준되었으며 1918년 10월 29일 크로아티아가 제1차 세계 대전 이후에 오스트리아-헝가리 제국에서 분리될 때까지 유지되었다.
1867년 오스트리아와 헝가리 사이에 체결된 타협안인 아우스글라이히와 함께 크로아티아-헝가리 관계도 재정립되었다. 이 협정에 따라 크로아티아는 헝가리 왕국 내에서 대폭적인 자치권을 부여받았다. 또한 크로아티아 왕국과 슬라보니아 왕국은 헝가리 왕국의 지배를 받는 단일 왕국인 크로아티아-슬라보니아 왕국으로 통합되었다.

## 주요 내용
- 군사·재정 관리·사법·행정·해양법·상법·환어음법·광업법, 상업·관세·전신·우편·철도·항만·선박·도로·하천 관련 문제 등 헝가리가 관할하는 분야는 헝가리·크로아티아가 공동으로 담당하는 업무, 크로아티아가 단독으로 담당하는 자치 업무로 나뉜다. 크로아티아에서 부과되는 세금의 45%는 공동 업무에, 55%는 자치 업무에 충당한다.
- 크로아티아에는 단원제 형식을 띤 자치 의회를 설치한다.
- 공동 업무·자치 업무를 수행하기 위한 차원에서 헝가리의 총리가 추천하고 헝가리의 국왕(오스트리아의 황제를 겸임함)이 임명하는 총독을 수반으로 하는 크로아티아 자치 정부를 설치한다.
- 헝가리 의회에는 크로아티아를 대표하는 의석 29석을 배정한다.
- 오스트리아-헝가리 제국의 공통 업무에 관한 회담에서는 헝가리 대표단에 크로아티아를 대표하는 5명을 배정한다.

## 같이 보기
- 크로아트-슬라본 왕국